# Мененские ворота
Мененские ворота (нидерл. Menenpoort) — памятник в бельгийском городе Ипр, посвящённый памяти солдат и офицеров войск Антанты, погибших в сражениях Первой мировой войны возле этого города и тела которых не были найдены. Проект памятника работы Реджинальда Бломфилда, памятник построен на средства правительства Великобритании. Открытие памятника состоялось 24 июля 1927 года.

## Предыстория
В Средние века ворота на восточной стороне города Ипр назывались Hangoartpoort (poort означает по-нидерландски ворота). Ипр находился на перекрёстке торговых путей и, чтобы обезопасить себя, был сильно укреплён. В XVII и XVIII веках под оккупацией Габсбургов и Франции, город был более укреплён. Главные работы были завершены в конце XVII века великим Вобаном. Ворота в восточной части города получили название Мененских, так как через них проходила дорога к городку Менен. В начале Первой мировой войны ворота и крепостные стены были разрушены.
В начале войны Ипр оказался на стратегическом направлении движения германских войск. Планом Шлиффена предусматривалась оккупация Бельгии, но на их пути встали армии союзников. Большую часть из них составляли британцы. Первые сражения развернулись восточнее Мененских ворот. Практически всю войну бои за Ипр не утихали, в них погибли сотни тысяч солдат и офицеров Антанты. Останки многих из них так и не были найдены. И в настоящее время при проведении сельскохозяйственных и дорожных работ находят останки погибших на той войне. Впервые под Ипром Германия применила химическое оружие: в 1915 году — хлор, в 1917 — горчичный газ, впоследствии получивший название иприт.

## История
В 1921 году сэр Реджинальд Бломфилд разработал проект памятника солдатам и офицерам, погибшим в сражениях за Ипр, тела которых не были найдены и захоронены. Проект представлял собой арку с львом наверху. Лев является символом не только Великобритании, но и Фландрии.
На внутренних стенах арки были укреплены таблички с именами 54896 солдат и офицеров, тела которых не были найдены. В ходе строительства арки выяснилось, что таких имён слишком много, поэтому имена солдат с Ньюфаундленда и Новой Зеландии были размещены на отдельных памятниках. Имена 34 984 солдат, пропавших без вести после 15 августа 1917 года, были размещены на Памятнике пропавшим без вести.
24 мая 1927 года состоялась церемония открытия памятника, во время которой была исполнена популярная маршевая песня британской армии It's a Long Way to Tipperary (Путь далёкий до Типперери). С тех пор в Ипре сложилась традиция: каждый день в 20.00 к воротам приходит трубач из местной пожарной части и исполняет сигнал отбоя. Эта традиция была прервана только в годы Второй мировой войны, когда город был оккупирован. Тем не менее она проводилась в Англии, в графстве Суррей на Бруквудском военном кладбище. В самом Ипре она была возобновлена в первый же день после освобождения города, хотя в самом городе и в окрестностях ещё происходили бои.